# Giovanni Leone
Giovanni Leone (Nápoles, 3 de novembro de 1908 — Roma, 9 de novembro de 2001) foi um político e 6° presidente da República Italiana, eleito depois de 23 escrutínios. Terminado o mandato tornou-se senador vitalício na condição de ex-presidente da República. Ocupou também, brevemente, o cargo de primeiro-ministro por duas legislaturas.